# Vinořský park
Vinořský park je přírodní rezervace, kterou tvoří bývalý zámecký park. Rozkládá se na jih od městské části Praha-Vinoř. Na jihozápadě je alejí spojena s přírodní památkou Bažantnice v Satalicích. Území je převážně zalesněné s výstupy několika pramenů. Je ohraničené pískovcovými skalami.

## Historie
Zámecký park u Vinoře byl založen v první polovině 18. století šlechtickým rodem Černínů.
Park sousedil s oborou a později byl areál propojen alejemi s bažantnicí u Satalic a dalšími krajinnými prvky. Park s oborou byl ve druhé polovině 19. století upraven v přírodně krajinářském stylu. Tyto úpravy však nenarušily barokní základ komplexu. V parku byly vybudovány tři rybníky. Centrální rybník U Kamenného stolu, severně situovaný rybník U Pohanků a Biologický rybník v západní části. V místě byly také nalezeny pozůstatky valů slovanského hradiště.

## Důvod vyhlášení
Park je krajinářsky hodnotným územím. Je významným útočištěm mnoha druhů rostlin a živočichů. Je také důležitým rekreačním místem obyvatel severní průmyslové části Prahy.

## Geologie

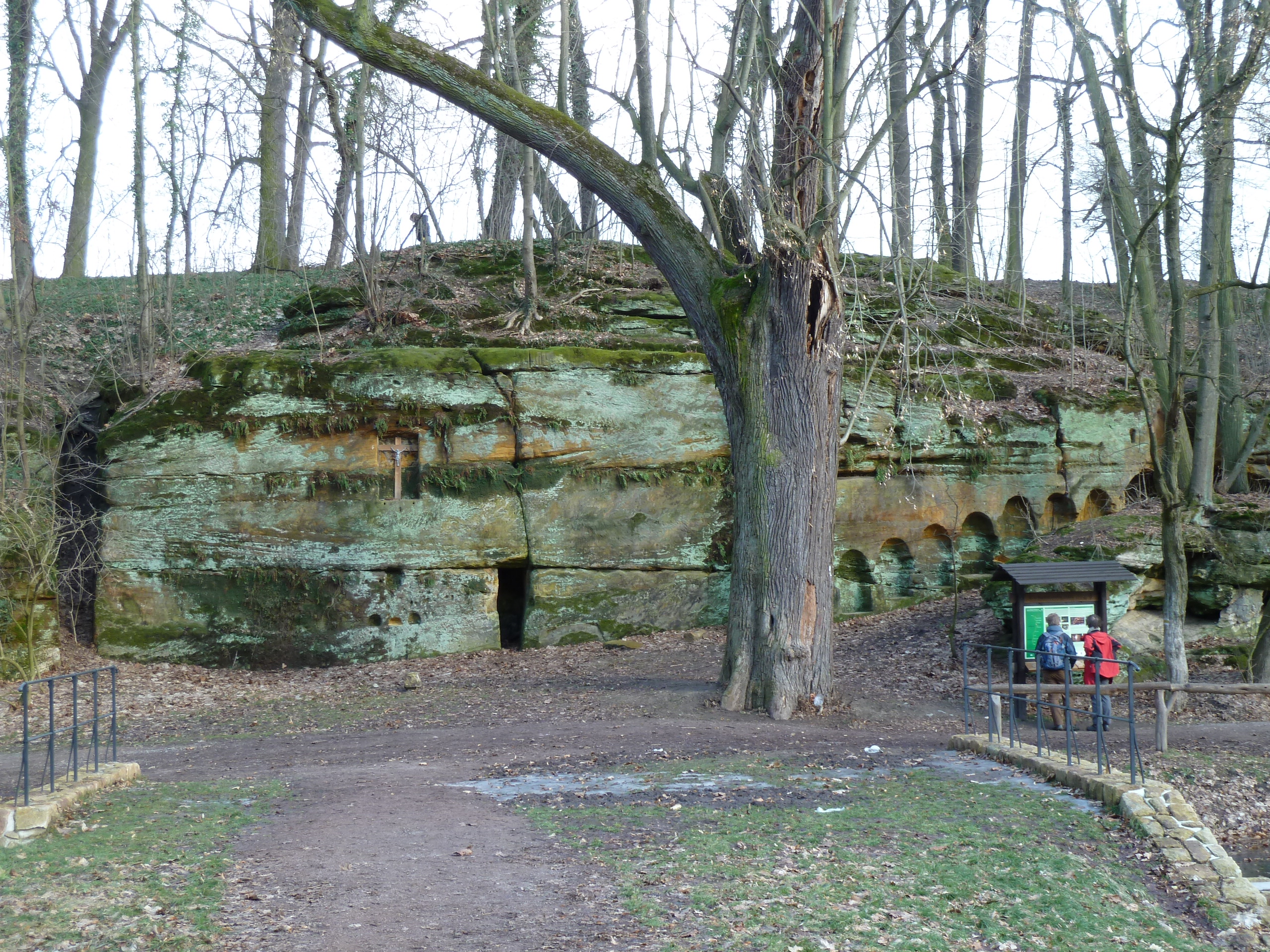
Kamenný stůl

V parku se nacházejí výchozy cenomanských pískovců české křídy. Údolním svahům dominují výrazné tvary skalních měst s voštinami. Půdy jsou zde lehké písčité. V údolí přecházejí do půd glejových. V parku se také nalézá malý vchod do vodní jeskyně, která bývala splavná na člunu. Na konci 2. světové války však byla odstřelem zavalena, aby se v ní nemohl nikdo ukrývat.

## Květena
Mokřadní vegetace převládá na dně údolí. V oblasti se daří náletové olši lepkavé. Svahy jsou zalesněny listnáči, mnohdy věkovitými. Svahy jsou porostlé převážně sekundárním bylinným patrem. Roste zde netýkavka malokvětá, bažanka vytrvalá a kakost smrdutý.

## Zvířena
Břehy rybníků, přirozené lesní porosty se starými duby a mokřadní dno údolí jsou významným stanovištěm pro bezobratlé. K nejdůležitějším druhům zde žijících mokřadních brouků patří střevlíkovití Leistus terminatus, Notiophilus aquaticus a Agonum viduum, z mandelinkovitých jsou významní Phaedon armoraciae a Prasocuris junci, z nosatcovitých je to druh Pelenomus quadrituberculatus. Z druhů lesa a skalek zde byli pozorováni střevlíčci Trechus austriacus a Laemostenus terricola. V oblasti žije mnoho druhů plžů, například podhorští Semilimax semilimax a Vertigo substriata. Území je také útočištěm mnoha druhů ptactva. Některé druhy se zde zastavují na tahu. Na starých dubech hnízdí strakapoud velký, krutihlav obecný a výjimečně také datel černý a špaček obecný. Dutiny využívá k hnízdění například sýkora koňadra nebo brhlík lesní. Na území se běžně vyskytují drobní myšovití hlodavci, norník rudý, myšice lesní a také plch velký nebo zajíc polní.

## Lesnictví
Ve svazích údolí rostou cenné staré duby. Výstupy pramenů zarůstají mokřadní olšiny s typickou flórou i faunou. Stromové patro tvoří hlavně dub letní, jasan ztepilý, javor mléč, lípa malolistá, habr obecný. Keřovému patru dominuje bez černý.

## Galerie

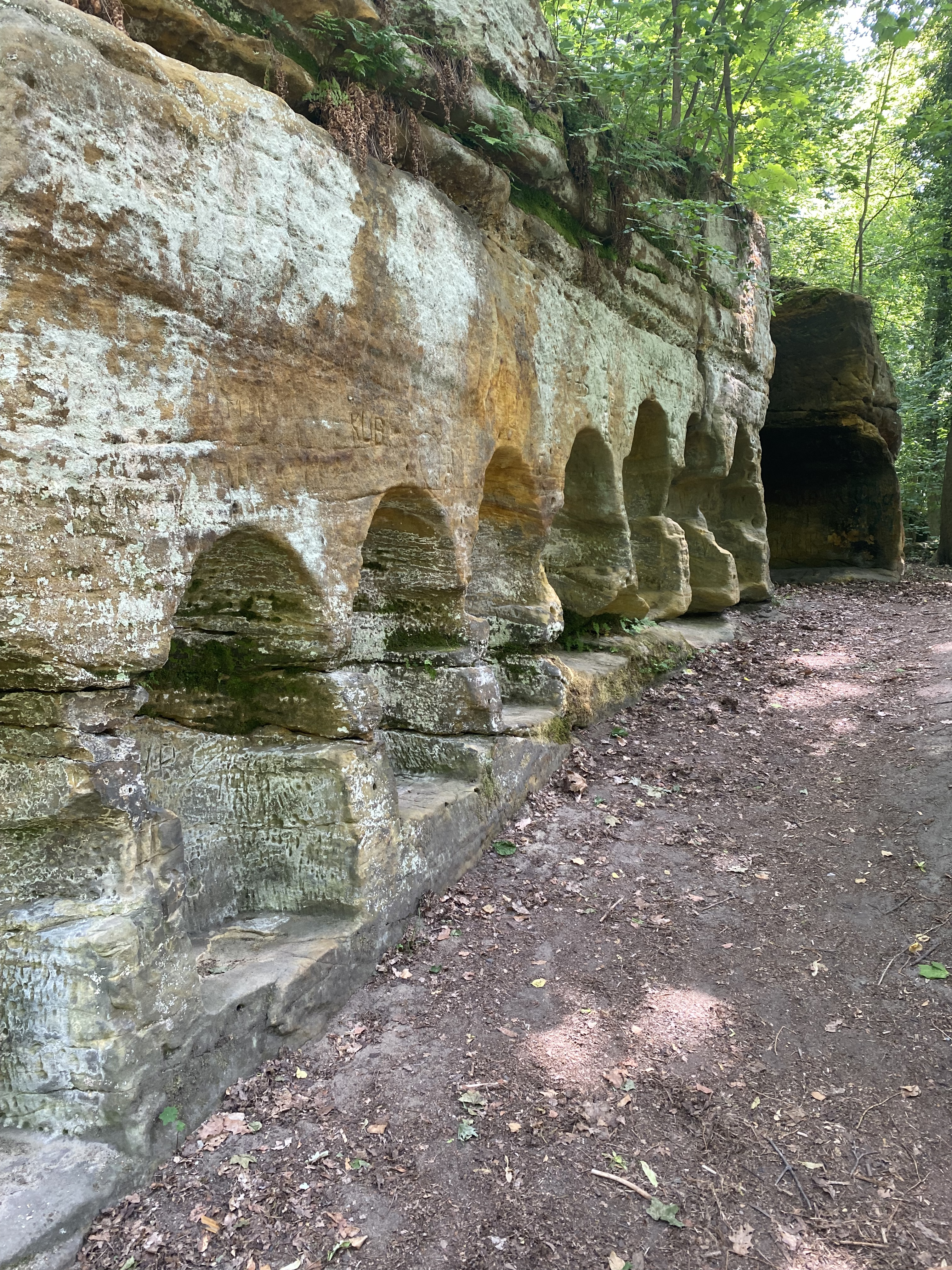
Skalní reliéf
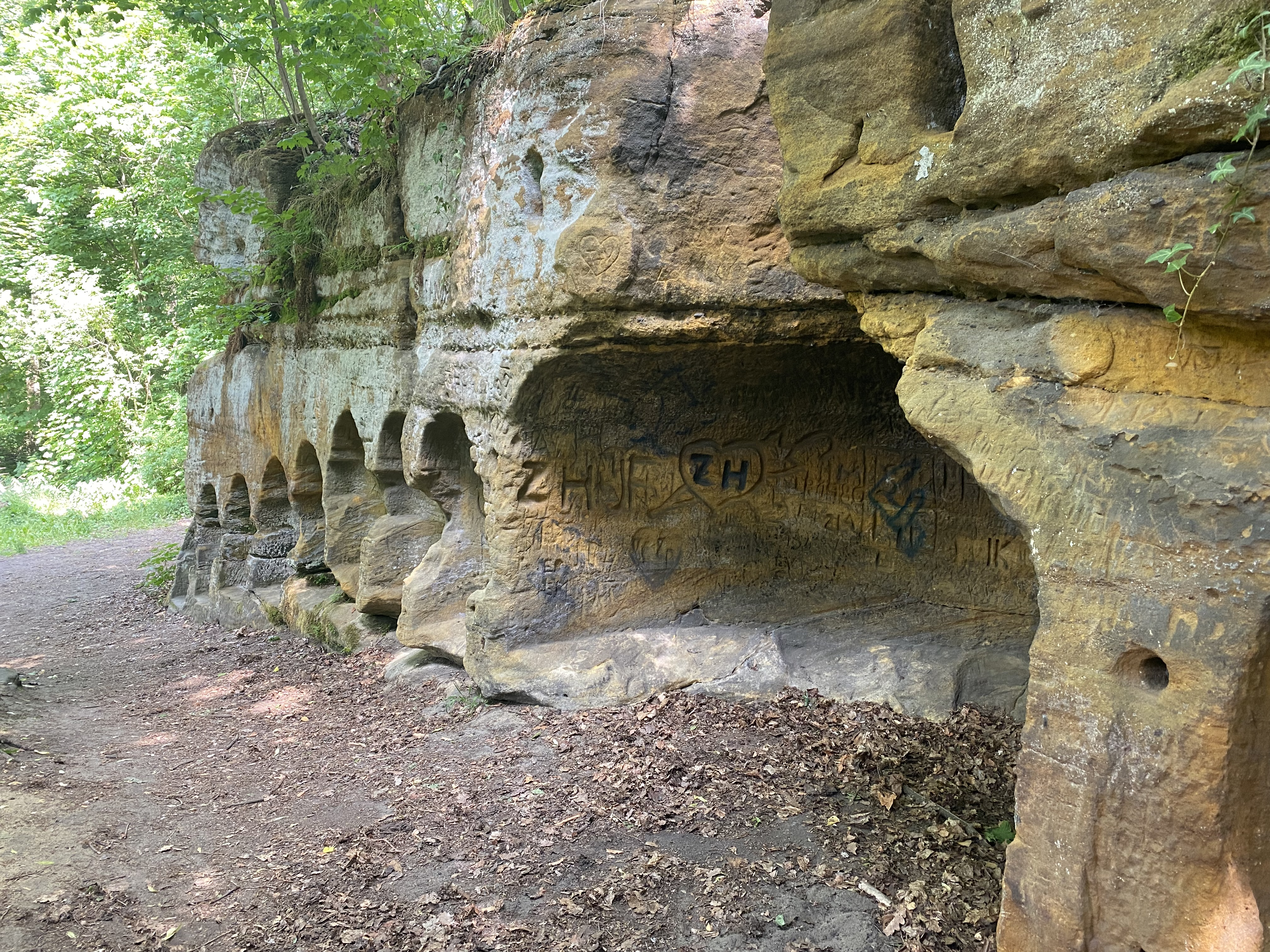
Skalní reliéfy
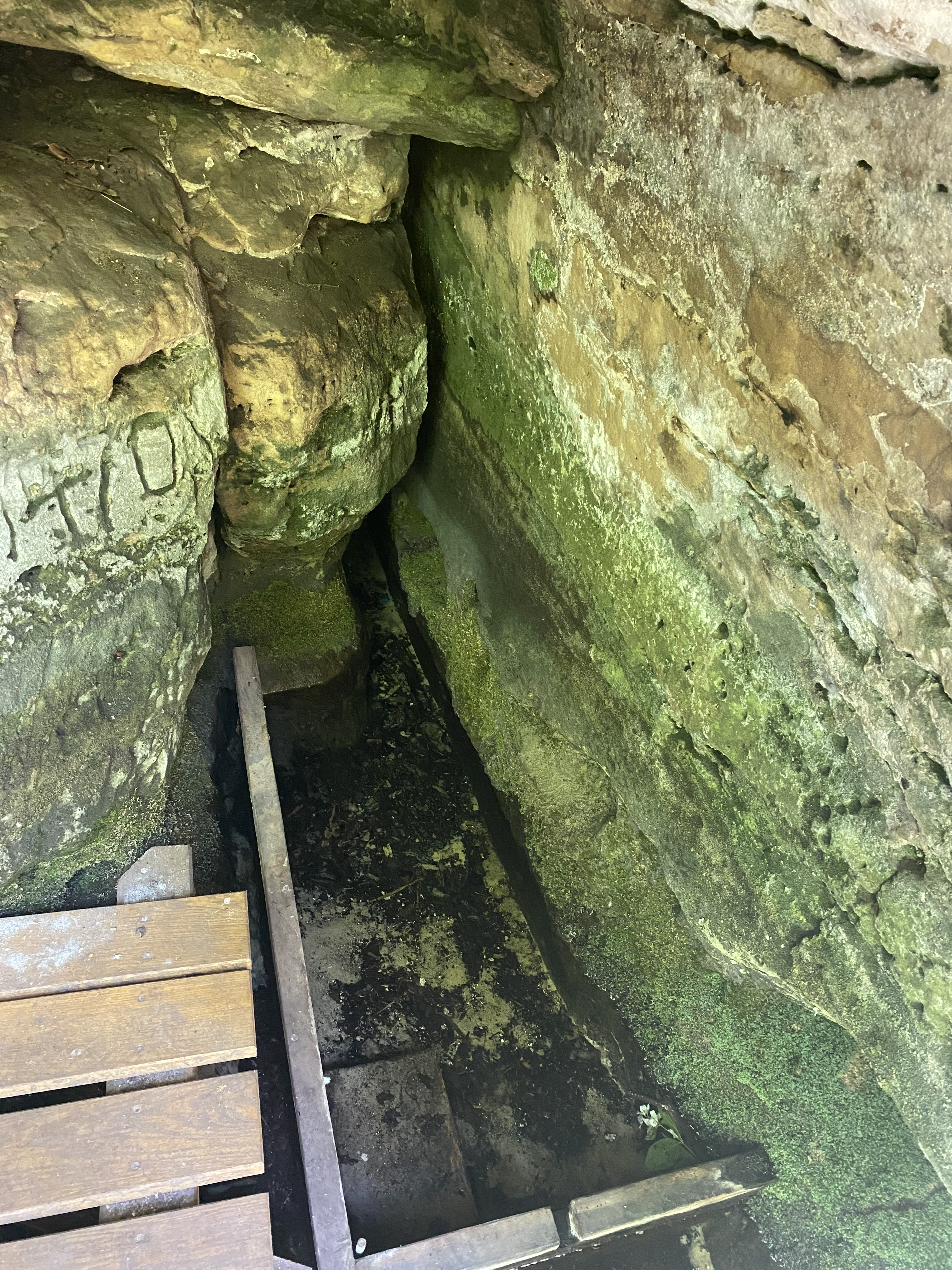
Trhlina studánka
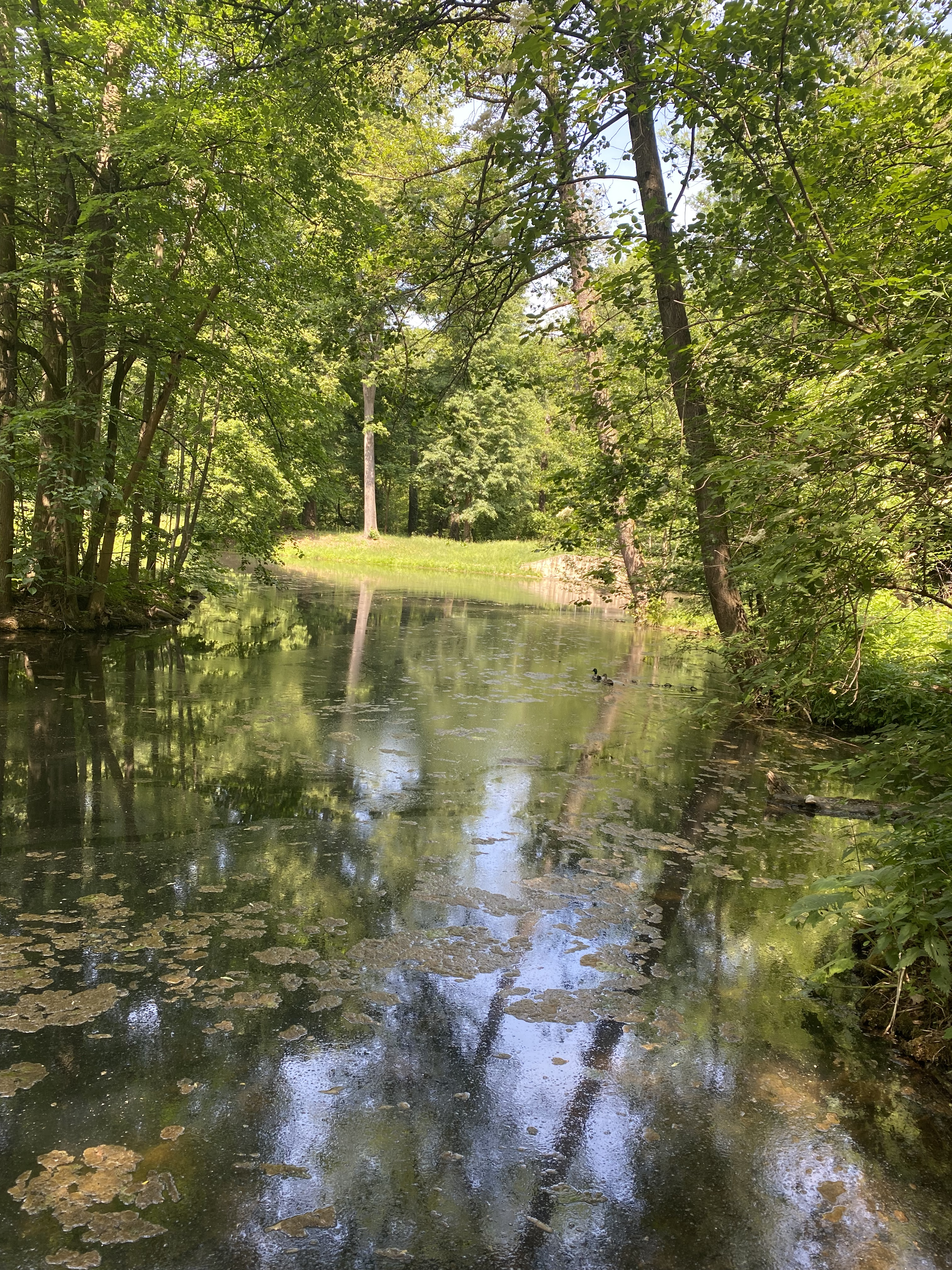
Rybník U kamenného stolu
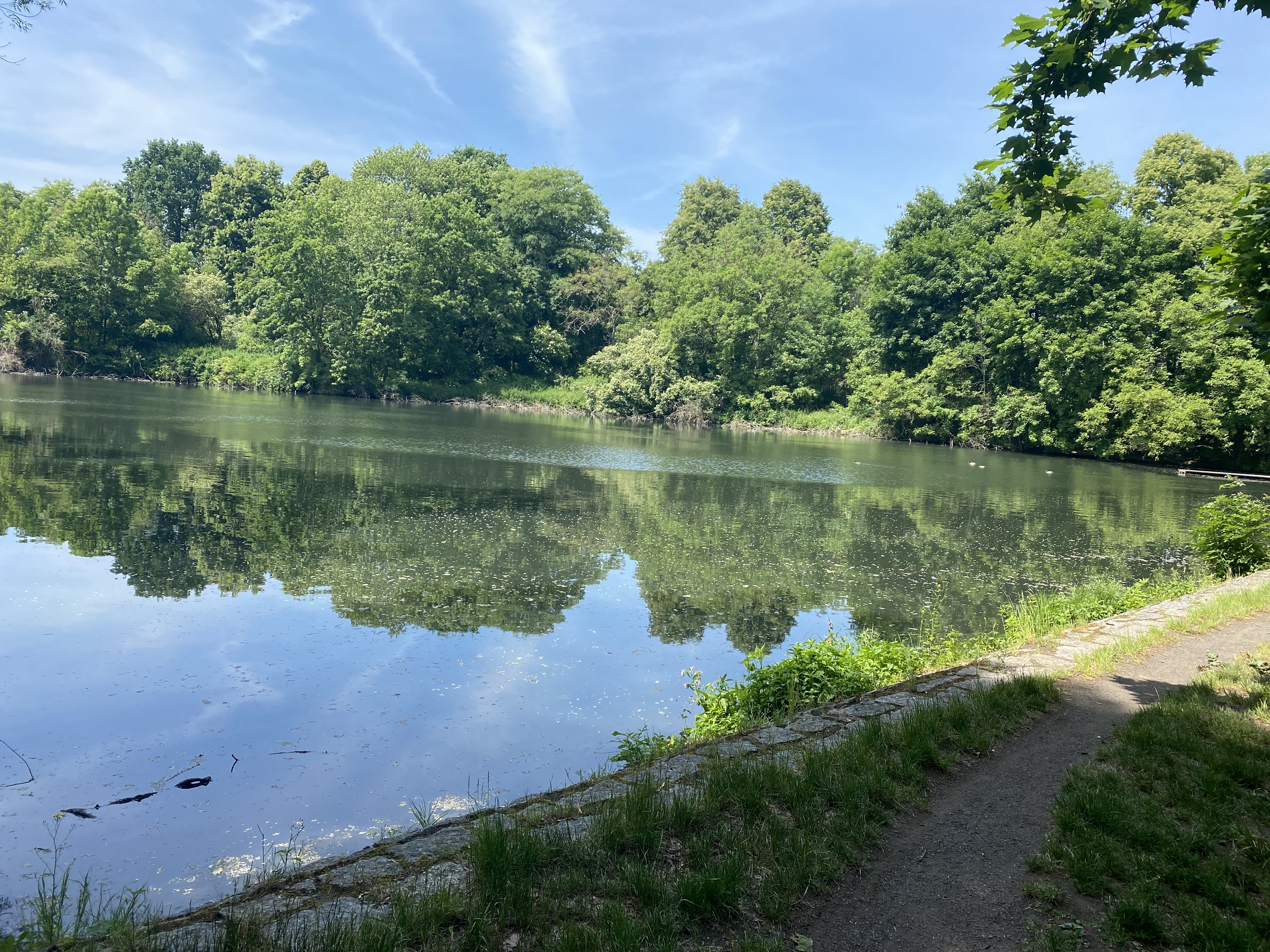
Vinořský rybník